# Malemort-sur-Corrèze
Malemort-sur-Corrèze korábbi község Franciaországban, Corrèze megyében. 2016. január 1-jén Venarsal korábbi községgel egyesült és az így létrejött Malemort új község része lett.
Lakosainak száma 7476 fő (2018. január 1.). Malemort-sur-Corrèze Brive-la-Gaillarde községgel határos.

## Népesség
A település népességének változása:
| Lakosok száma | 2354 | 3062 | 4706 | 6484 | 6535 | 7315 | 7522 | 8237 | 7476 | 7476 |
|               | 1962 | 1968 | 1975 | 1990 | 1999 | 2008 | 2013 | 2016 | 2017 | 2018 |